# Pasar Sebelat
Pasar Sebelat is een bestuurslaag in het regentschap Bengkulu Utara van de provincie Bengkulu, Indonesië. Pasar Sebelat telt 4852 inwoners (volkstelling 2010).